# Clarksville City
Clarksville City – miasto w Stanach Zjednoczonych, w stanie Teksas, w hrabstwie Gregg.